# Ingermanland

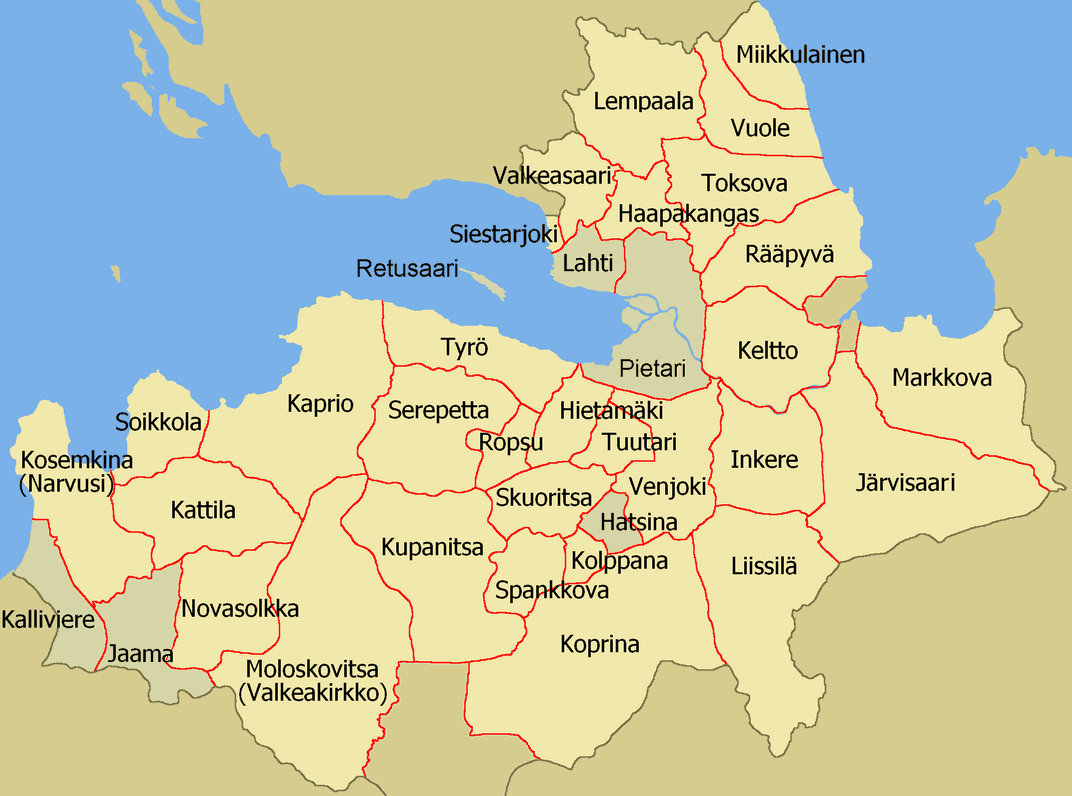
Kaart van Ingermanland.

Vlag der Ingriërs.

Ingermanland (ook: Ingrië) is een historische regio in Noordoost-Europa. Het gebied behoort tot Rusland en wordt begrensd door de Finse Golf, het riviertje de Sestra en het Ladogameer in het noorden, de Narva (tevens de grens met Estland) in het westen en de rivieren de Loega en Volchov in het zuiden en oosten.
Het gebied kreeg zijn begrenzing en naam in 1617, toen het na door Zweden te zijn veroverd bij het Verdrag van Stolbovo aan dat land werd toegewezen. Daarvoor had het gebied achtereenvolgens tot de Republiek Novgorod en (vanaf 1478) aan het Grootvorstendom Moskou behoord. Vanuit deze gebieden was de bekering van de bevolking tot het Russisch-orthodoxe christendom  ter hand genomen. Toen het gebied Zweeds werd en onder lutherse invloed kwam, weken veel inwoners uit naar Rusland. Vanuit Finland kwamen immigranten, de Ingermanlanders, waarvan de nazaten nog steeds Fins spreken, hoewel ze nog maar voor een klein deel in Ingermanland wonen.
Tijdens de Grote Noordse Oorlog kwam Ingermanland weer aan Rusland. Direct na de verovering werd midden in het gebied in 1703 Sint-Petersburg gesticht, wat een grootschalige immigratie vanuit Rusland met zich meebracht. Het gebied is sindsdien steeds Russisch gebleven. Uitzondering hierop vormt Noord-Ingermanland, dat zich in 1917 afscheidde na de Oktoberrevolutie van Rusland. De republiek probeerde een integratie met Finland te bewerkstelligen, maar na de Vrede van Tartu werd het land in 1920 opnieuw bij Rusland gevoegd.
De emigratie onder de lutherse Zweden, de komst van een overvloed aan Russische immigranten, alsmede vervolging en deportaties tijdens en na de Tweede Wereldoorlog hebben de oudst bekende bevolking van Ingermanland, de Woten en de Ingriërs, gedecimeerd. De laatste groep wordt vaak met de Finse Ingermanlanders verward, maar is veel kleiner en niet protestants, zoals de Finnen. Zij spreken evenals de Woten een Oostzeefinse taal, die daarmee overigens wel aan het Fins verwant is. De laatste handvol Woten wonen in het noordwesten van Ingermanland, de iets talrijkere Ingriërs oostelijker.